# Kriegerdenkmal Dülseberg
Das Kriegerdenkmal Dülseberg ist ein denkmalgeschütztes Kriegerdenkmal im Ortsteil Dülseberg der Gemeinde Diesdorf in Sachsen-Anhalt. Im örtlichen Denkmalverzeichnis ist das Kriegerdenkmal unter der Erfassungsnummer 094 25320 als Kleindenkmal verzeichnet.

## Allgemeines
Das Kriegerdenkmal Dülseberg wurde im Gedenken an die gefallenen Soldaten des Ersten Weltkriegs errichtet und nach 1945 mit einer Gedenktafel für die Gefallenen des Zweiten Weltkriegs erweitert. Das Denkmal hat die Form eines Obelisken auf einem mehrstufigen Sockel. Verziert ist es mit einem nach unten gerichteten Schwert, einem Stahlhelm und von einem Eisernem Kreuz gekrönt.
Im Kreisarchiv des Altmarkkreises Salzwedel ist die Ehrenliste der Gefallenen des Ersten Weltkriegs erhalten geblieben. Auf dem Kriegerdenkmal Dähre sind die Gefallenen des Ortes Dülseberg ebenfalls verzeichnet.
In der Dorfkirche Dülseberg sind Gedenktafeln aufgehängt.

## Inschrift
Gedenktafel Erster Weltkrieg
Gedenktafel Zweiter Weltkrieg